# Chiesa della Santissima Trinità (Forlì)
La chiesa della Santissima Trinità è una chiesa di Forlì il cui aspetto barocco si deve ai lavori terminati nel 1788. Si trova nell'attuale Corso Garibaldi

## Storia
La chiesa originaria risale al IV o V secolo, ma ha subito un radicale rifacimento nel Settecento che le ha conferito l'aspetto attuale. La credenza che si trattasse della prima cattedrale di Forlì risulta falsa, dato che la chiesa viene ricordata come tributaria di Santa Croce, effettiva cattedrale di Forlì. 

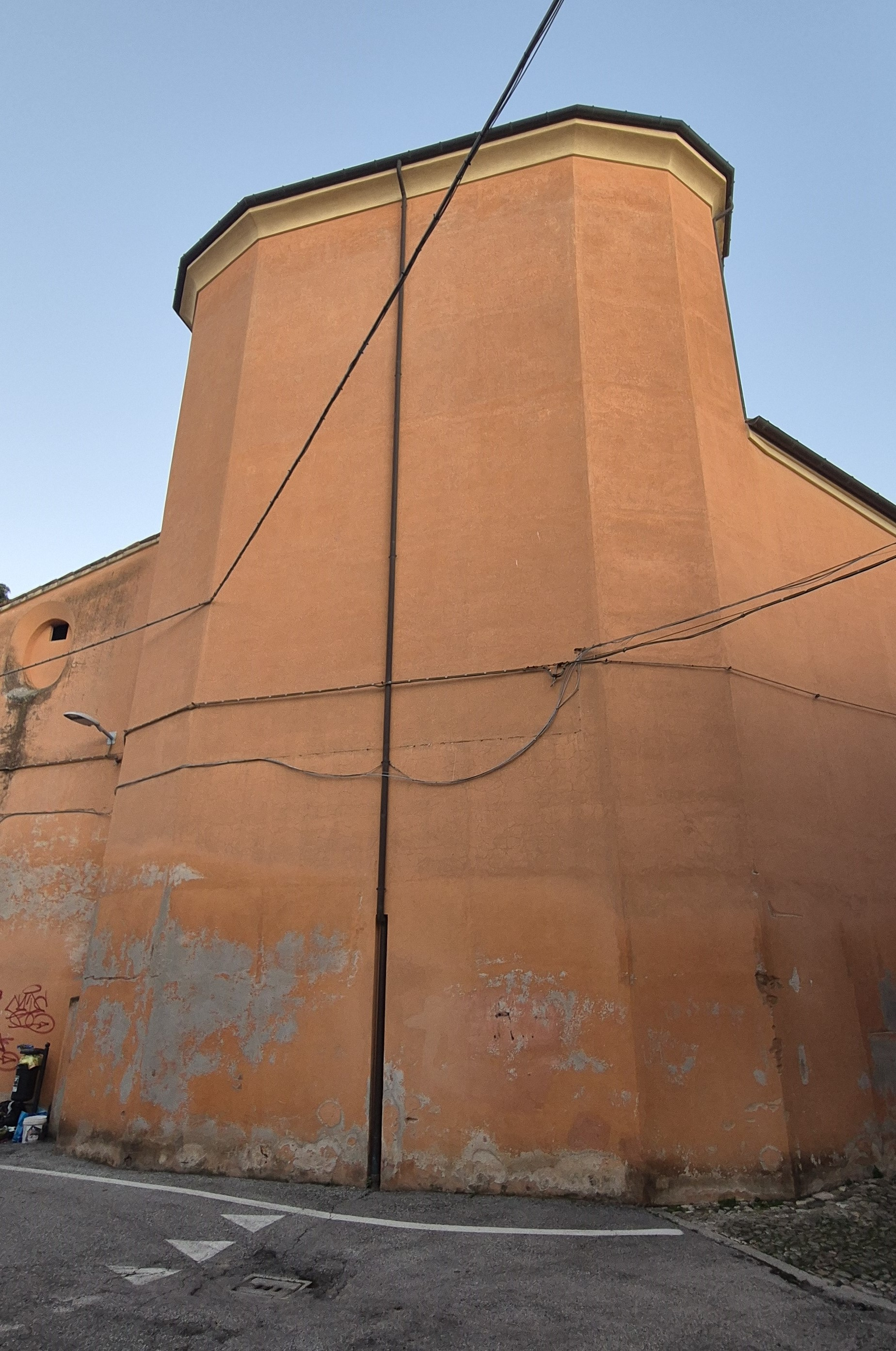
Chiesa della Santissima Trinità (Forlì), retro: si nota che questa era la facciata originaria dalla forma e dalla mancanza dell'abside

Poco resta della fase prima del rimodernamento, operato da Francesco Baccheri, se non alcune evidenze sotto il pavimento dell'edificio, individuate con il georadar; anche le tombe degli artisti cittadini, come Melozzo e Francesco Menzocchi, scompaiono in seguito a questi lavori. Addirittura nel 1782 la chiesa vede invertito l'orientamento della facciata, in origine rivolta a occidente e dunque verso l'esterno della città, in modo da accogliere i pellegrini che procedevano in direzione del centro una volta entrati da Porta Schiavonia. Si riferisce invece a una fase precedente il campanile, che risale al Trecento, a eccezione delle cinque cuspidi, aggiunte nel 1938, insieme con la più piccola delle campane, dedicata a Fulceri Paulucci di Calboli.
Nei pressi della chiesa, lungo corso Garibaldi si vedono i resti del Ponte dei Morattini, che ora si trova sotto il livello della strada ed è visibile in parte grazie a una lastra di vetro collocata in occasione degli scavi del 1997. Si trattava di un ponte a una sola arcata a tutto sesto, di probabile origine romana che passava sopra un canale ricavato dal fiume Montone. Qui fu ucciso il 27 agosto 1495 Giacomo Feo, secondo marito di Caterina Sforza.

## Descrizione

### Esterno

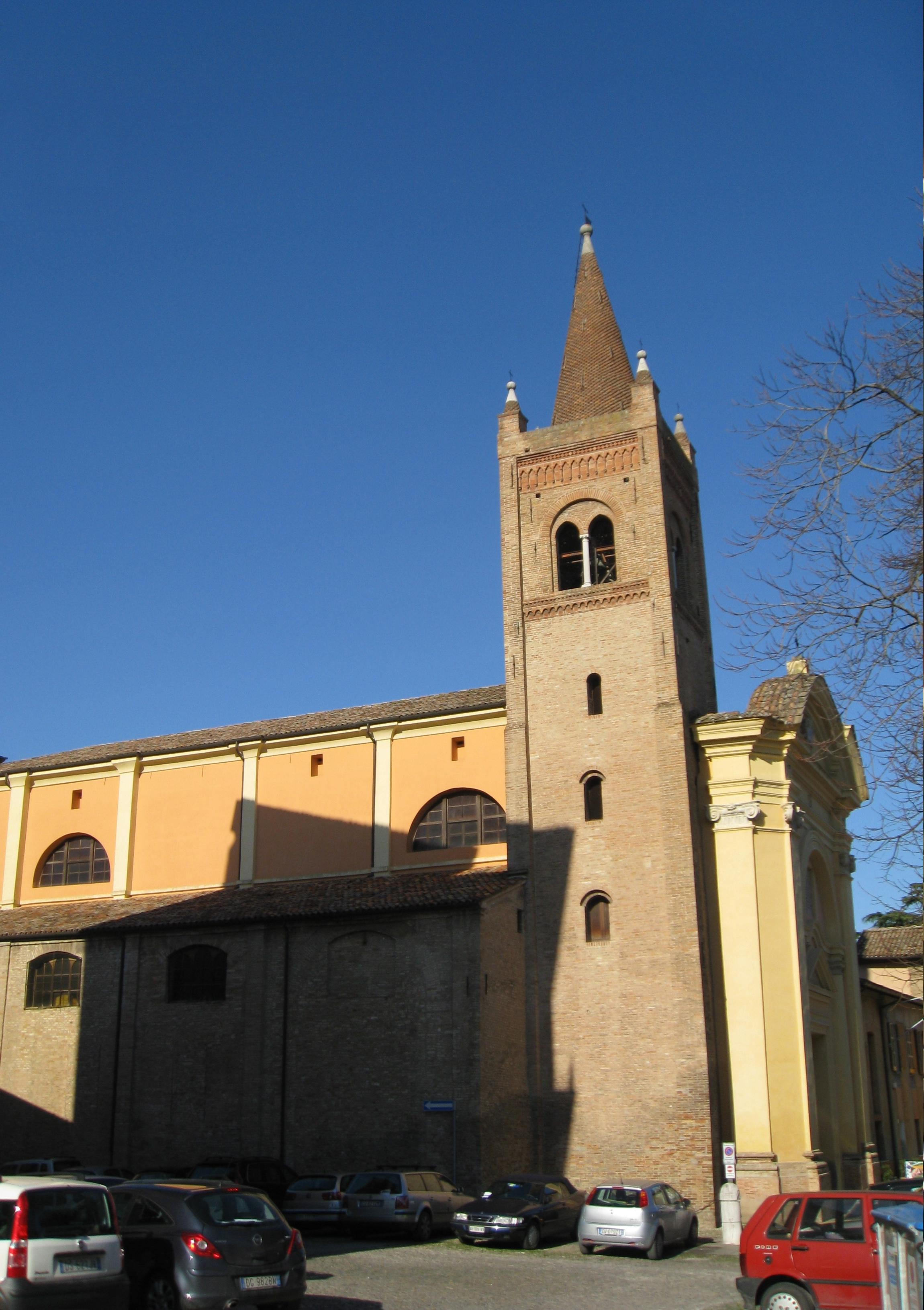
Chiesa della Santissima Trinità (Forlì), fianco sinistro.jpg

La facciata risale al 1782 ed è il risultato dell'adattamento della precedente zona absidale a ingresso. Su una base semplice che richiama il Settecento neoclassico, restano ancora degli elementi barocchi come il dinamismo delle superfici, dato dalle diverse sporgenze e forme e l'uso di caratteri classici in maniera anticlassica, come un arco a tutto sesto molto accentuato, lesene ioniche di ordine gigante che racchiudono semicolonne doriche o il timpano discontinuo. Entro uno stemma si trova scritto Quis ut Deus?, Chi come Dio?, frase che l'Arcangelo Michele pronuncia a indirizzo di Lucifero. La lapide ricorda la visita di Pio VI alla città di Forlì, avvenuta proprio nel 1782. Nel timpano sopra il portale si trova l'Occhio della Provvidenza che, data la presenza del Triangolo richiama la Trinità, a cui la chiesa è dedicata.
Il campanile è trecentesco e si presenta con pianta quadrata, tipica di quel periodo, come dimostra l'affinità con campanili della zona, ora distrutti, ovvero quello della chiesa di San Biagio e di Fornò. Nel 1938 è stato oggetto di restauro ed è stata aggiunta una cuspide di forma conica attorniata da pinnacoli. Una delle campane è stata dedicata all'eroe di guerra Fulcieri Paulucci de Calboli. Alla base nell'interno restano tracce di affreschi trecenteschi.

### Interno

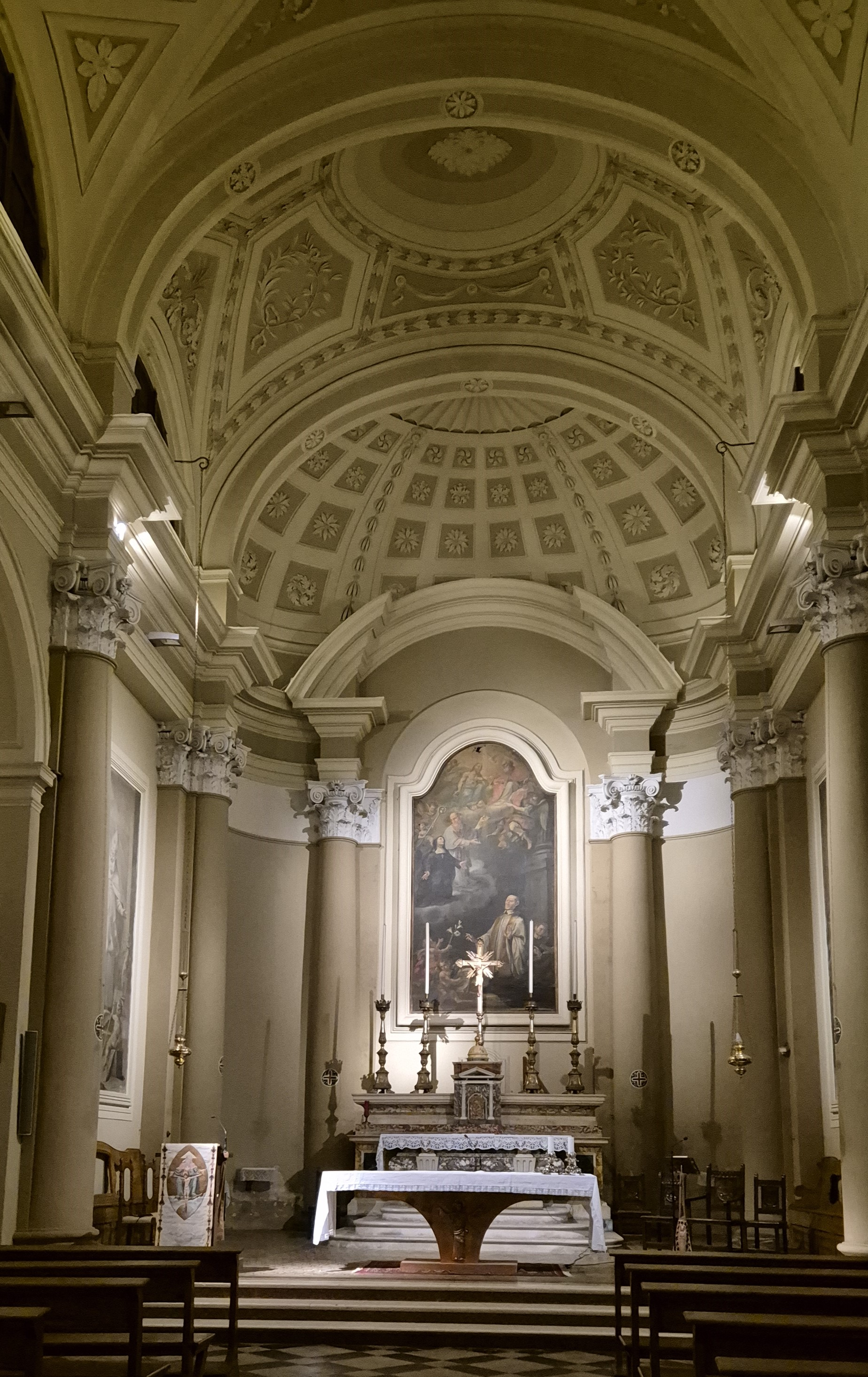
Chiesa della Santissima Trinità (Forlì), altare maggiore

L'interno è a una sola navata con quattro cappelle per lato si presenta sobrio con un rigore neoclassico. Il soffitto è decorato a stucchi con alcuni simboli teologici: la candela (Fede), le Sacre Scritture, la Croce, la Tiara, il fonte battesimale, la colomba (Spirito Santo).
Sull'altare maggiore si trova la tela La Trinità, San Francesco di Sales, San Vincenzo de' Paoli e Giovanna Francesca Fremiot de Chantal, realizzata da Giuseppe Marchetti. L'opera presenta i santi rivolti verso la Trinità raffigurata in maniera tradizionale con le due figure del Padre (uomo anziano) e del Figlio (giovane) con in mezzo la colomba dello Spirito Santo. I Santi sono disposti in maniera da creare un effetto ascendente costruendo diagonali contrapposte: in basso si trovano degli angioletti che porgono un giglio verso San Vincenzo de' Paoli affiancato da un giovinetto con la Croce. Il Santo si rivolge verso San Francesco di Sales che raccomanda Giovanna Francesca Fremiot de Chantal, fondatrice dell'Ordine della Visitazione di Santa Maria. Ai lati del presbiterio vi sono due affreschi monocromi di Pietro Santarelli raffiguranti San Mercuriale che battezza un neofita e San Mercuriale che calpesta il drago.

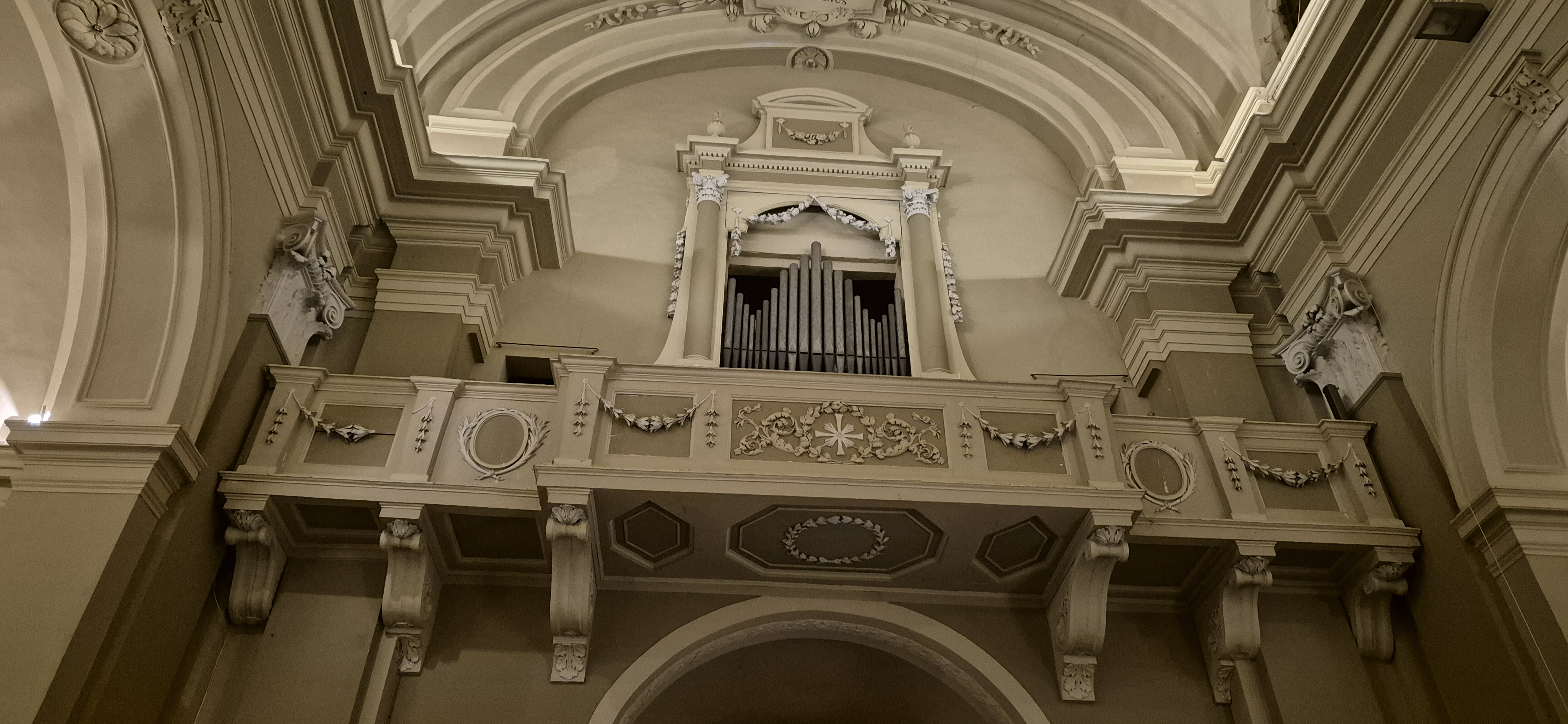
Chiesa della Santissima Trinità (Forlì), organo in controfacciata

Nella chiesa si trova anche un pregevole organo del XVIII secolo, opera di Gaetano Callido. Lo strumento, realizzato nel 1786 nella bottega veneziana di Callido, ha ventuno canne in stagno e si trova incassato nella controfacciata all'interno di un involucro di legno con fregi e decorazioni in calce.

#### Cappelle di sinistra

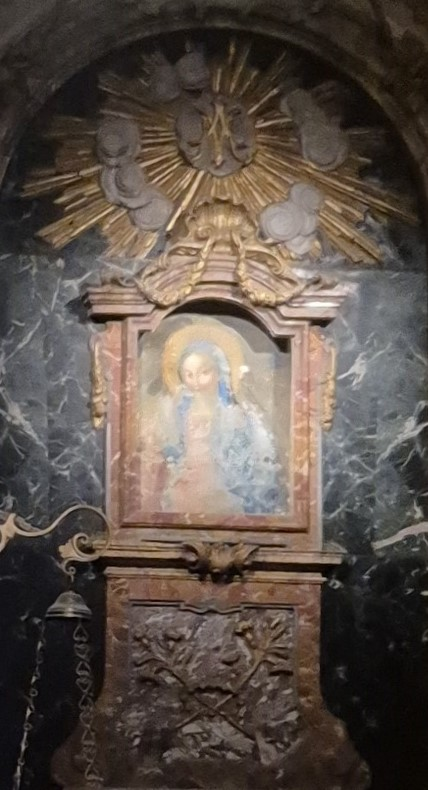
Madonna del Patrocinio, XV secolo, affresco

A sinistra la prima cappella contiene un dipinto di Giulio Versari, copia del San Giuseppe di Guido Cagnacci. La seconda cappella contiene la Madonna del Patrocinio, affresco quattrocentesco che si trovava su un pilastro del portico antistante la chiesa prima dei rifacimenti settecenteschi. L'opera presenta la Madonna con il capo leggermente reclinato che tiene in braccio il Bambino. La pittura è lacunosa in più punti e si notano dei ritocchi a secco che hanno alterato la forma originaria dell'opera, tuttavia si riconosce la freschezza e il colore vivace che doveva essere carattere peculiare di quest'opera. Nella cappella successiva si vede una pala di un autore non identificato della cerchia di Carlo Cignani che raffigura La Beata Vergine con il Bambino fra i santi Francesco e Maddalena. Nella cappella si trova anche una statua ottocentesca in cartapesta, l'Ecce Homo. Nell'ultima cappella di sinistra si trova una pala d'altare di Giacomo Zampa  che raffigura il Beato Torello da Poppi. In occasione del restauro della tela si è scoperto nel retro un affresco che raffigura Cristo alla colonna e dei Santi, pesantemente compromesso e con grandi lacune dovute al tempo e allo scalpello: si è dunque montato il dipinto su un telaio che consente di spostarlo senza doverlo rimuovere per vedere l'affresco retrostante.

#### Cappelle di destra
Partendo dall'ingresso la prima cappella a destra presenta un altare ligneo dipinto a finti marmi, come quelli delle altre cappelle. Sopra l'altare si trova un dipinto di Giacomo Zampa, La Madonna Addolorata con Cristo morto. La seconda cappella è dedicata alla reliquia della testa di San Mercuriale (il corpo e custodito nella chiesa a lui dedicata) con un reliquiario d'argento del 1575 di Bernardino Maiani. Dopo un furto e successivo ritrovamento nel 1920, la reliquia è stata protetta in una cassaforte a camera doppia. Nella terza cappella è presente un Crocifisso ligneo del XV secolo. La quarta e ultima cappella contiene una pala di Francesco Menzocchi, Dio Padre in gloria e i Santi Mercuriale, Valeriano, Sebastiano, Grato, Marcello e altro Santo. La data risulta difficile da leggere e, a fronte di non probabili letture di un 1500, si presume l'anno corretto sia il 1536 (Menzocchi nasce nel 1502). La tavola centinata raffigura i santi principali della città di Forlì impostati su una struttura con due diagonali create dal bastone di Mercuriale e dall'asta tenuta da Valeriano che si incrociano in primo piano con l'origine nella figura di un puttino. Le figure, pur con un rigore cinquecentesco che deriva dalla formazione di Menzocchi, presentano una vivacità e una varietà, unita a pose variegate che si inseriscono nel mondo manierista.

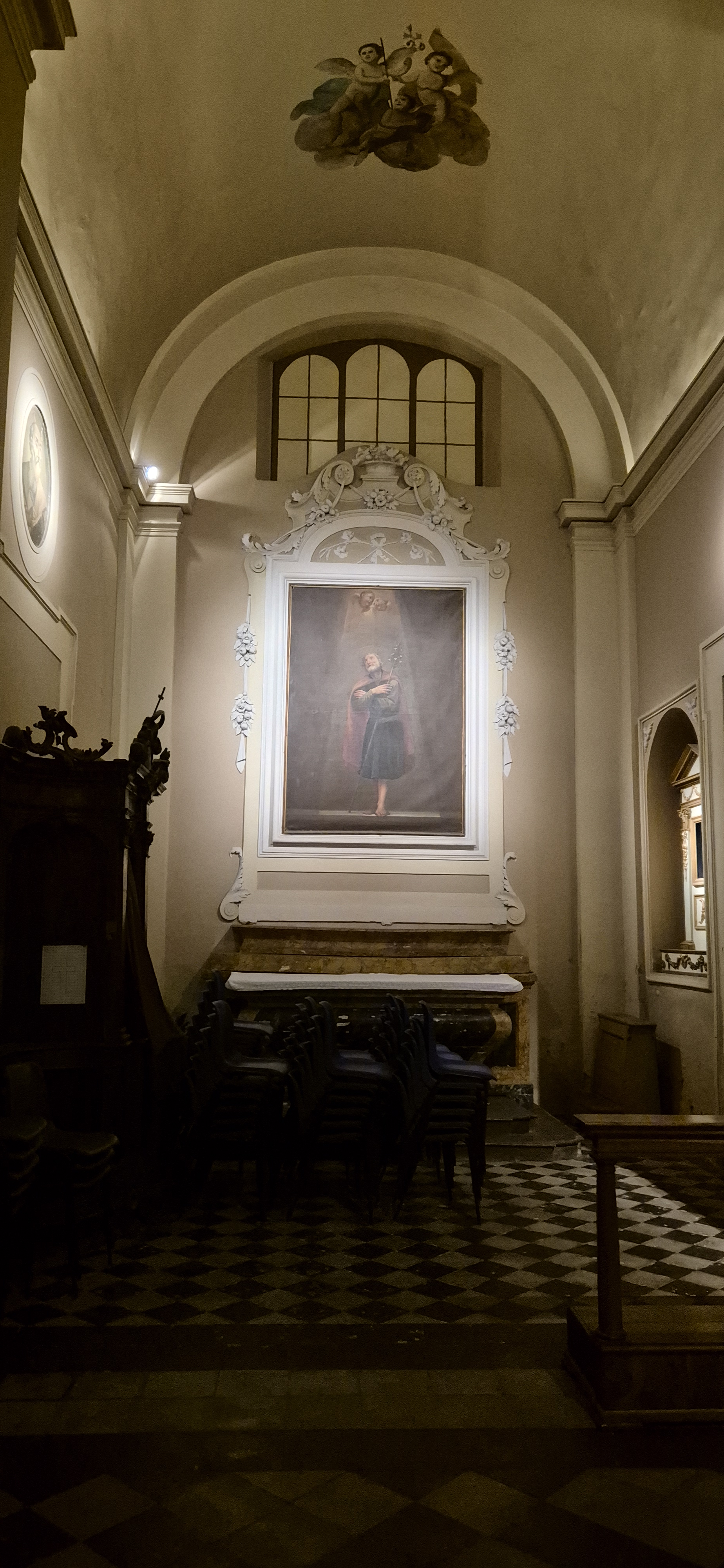
Prima cappella di sinistra
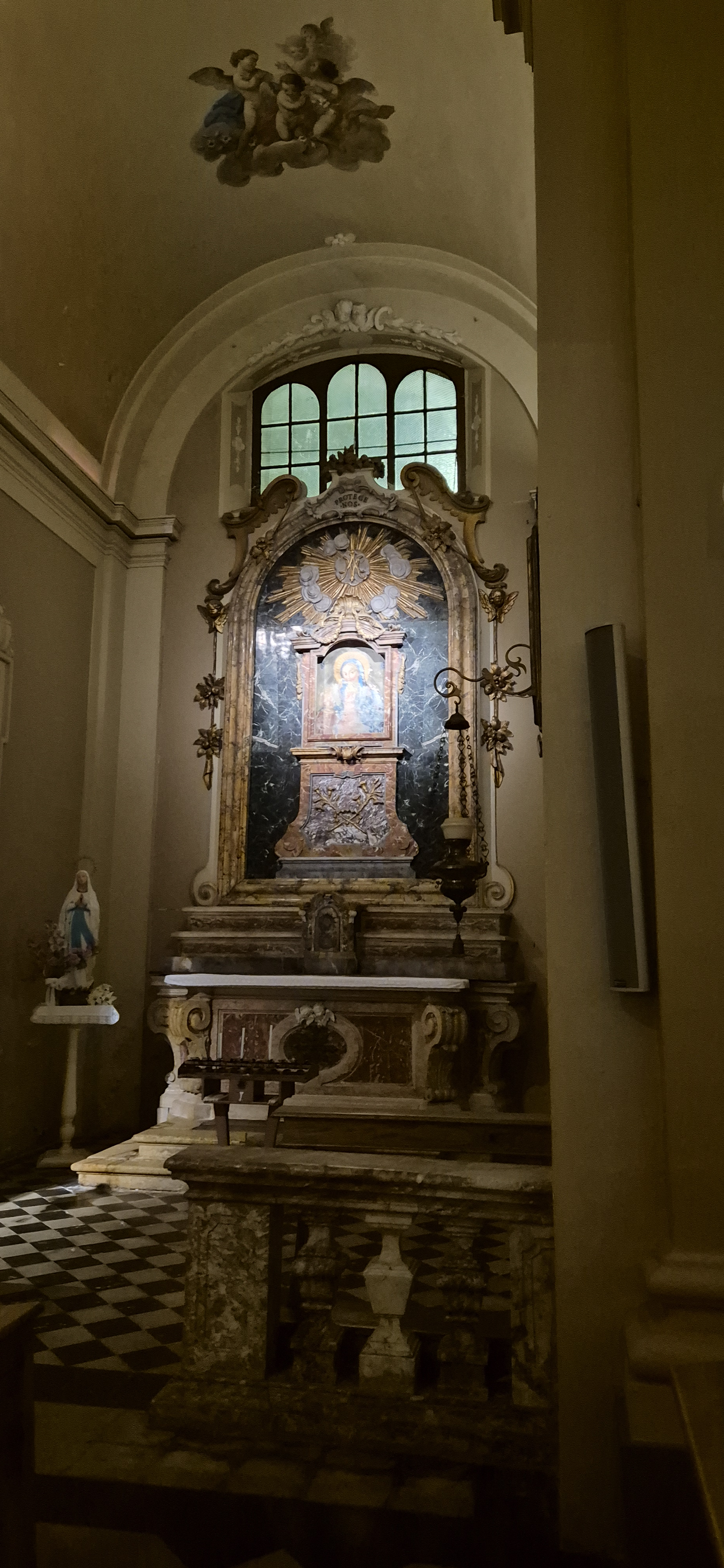
Seconda cappella di sinistra
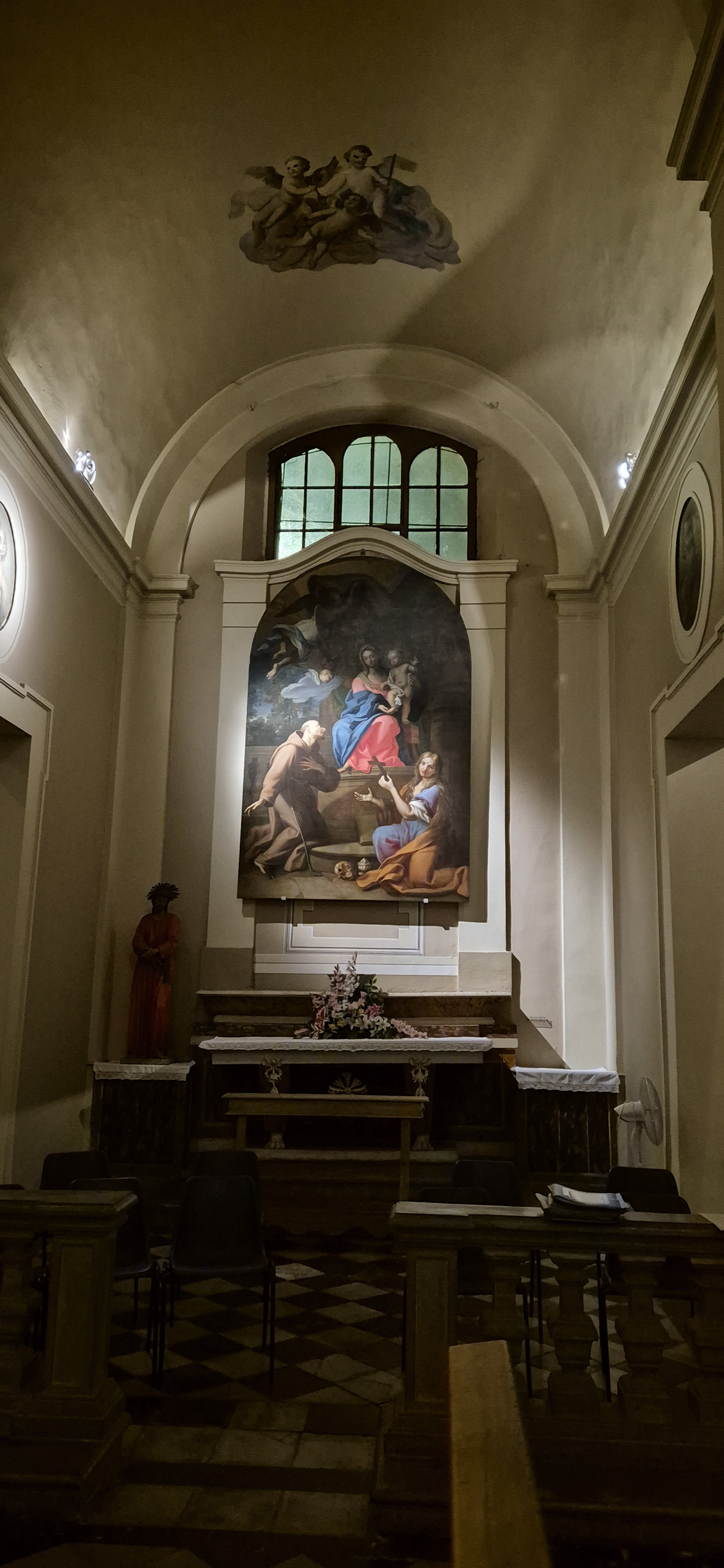
Terza cappella di sinistra
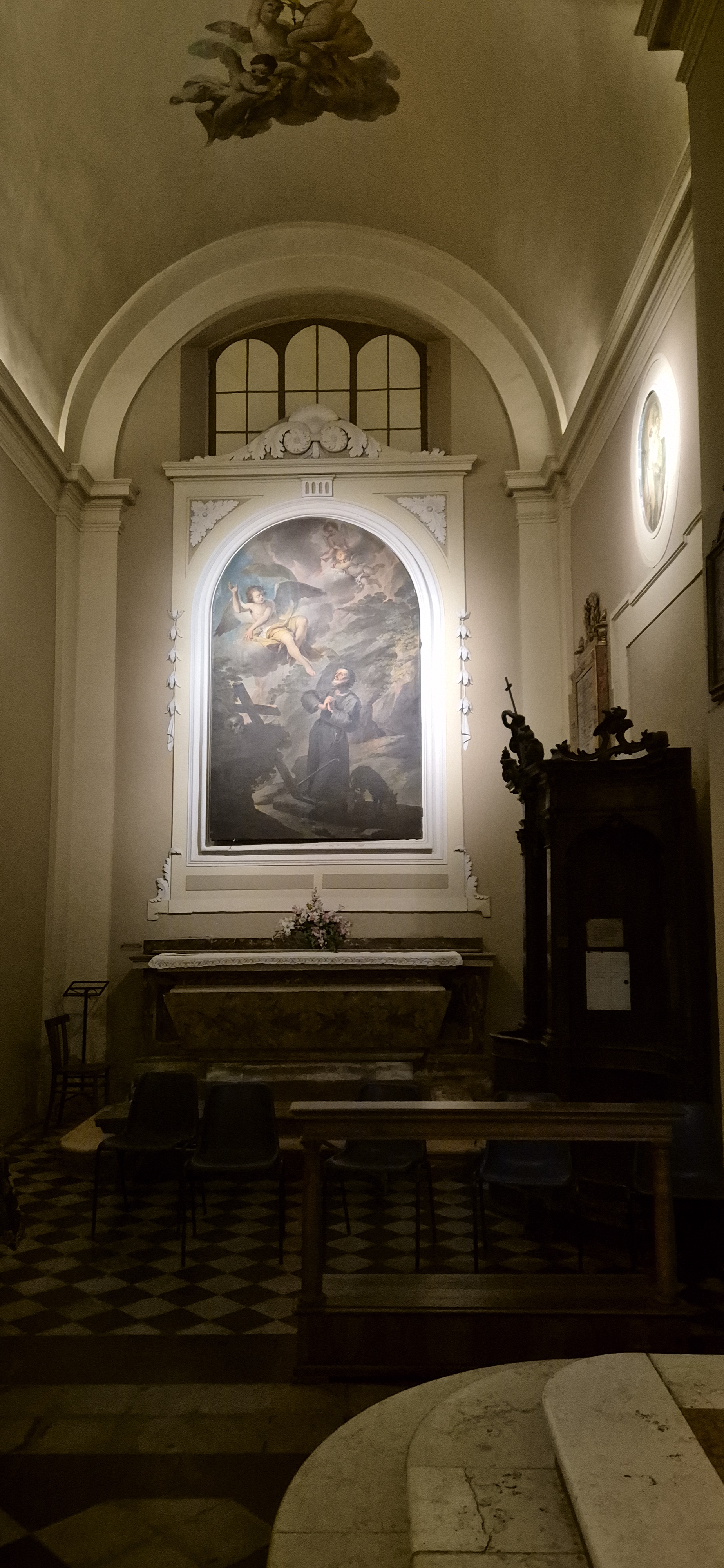
Quarta cappella di sinistra
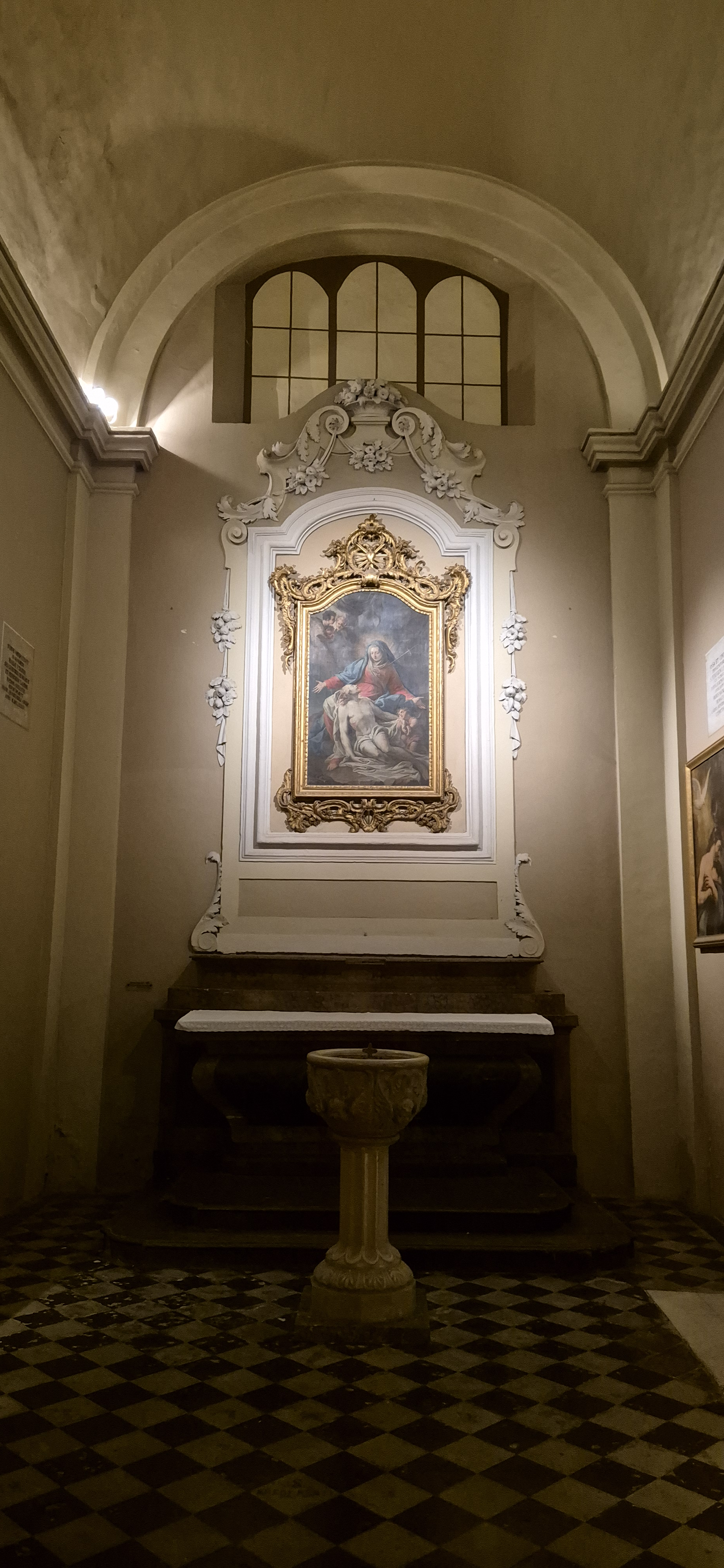
Prima cappella di destra
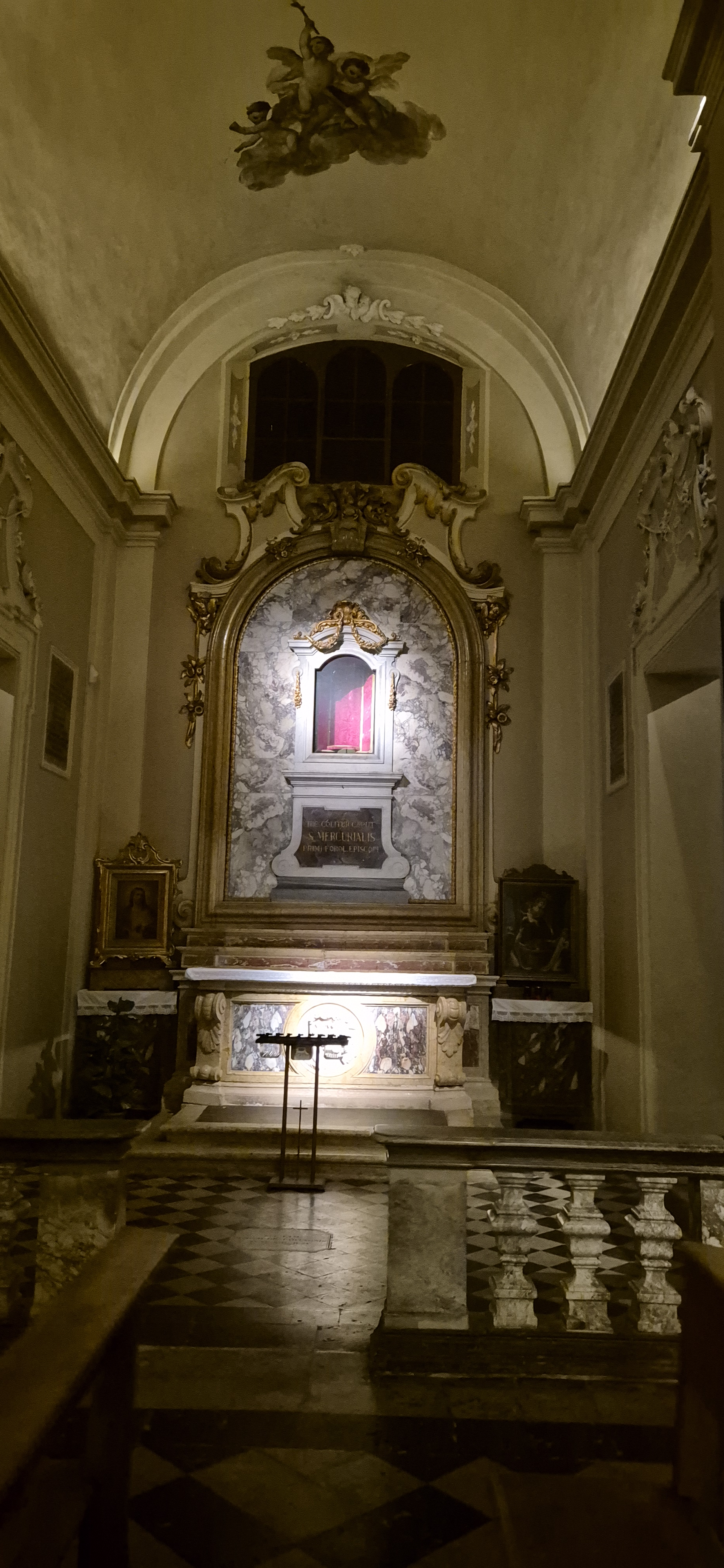
Seconda cappella di destra
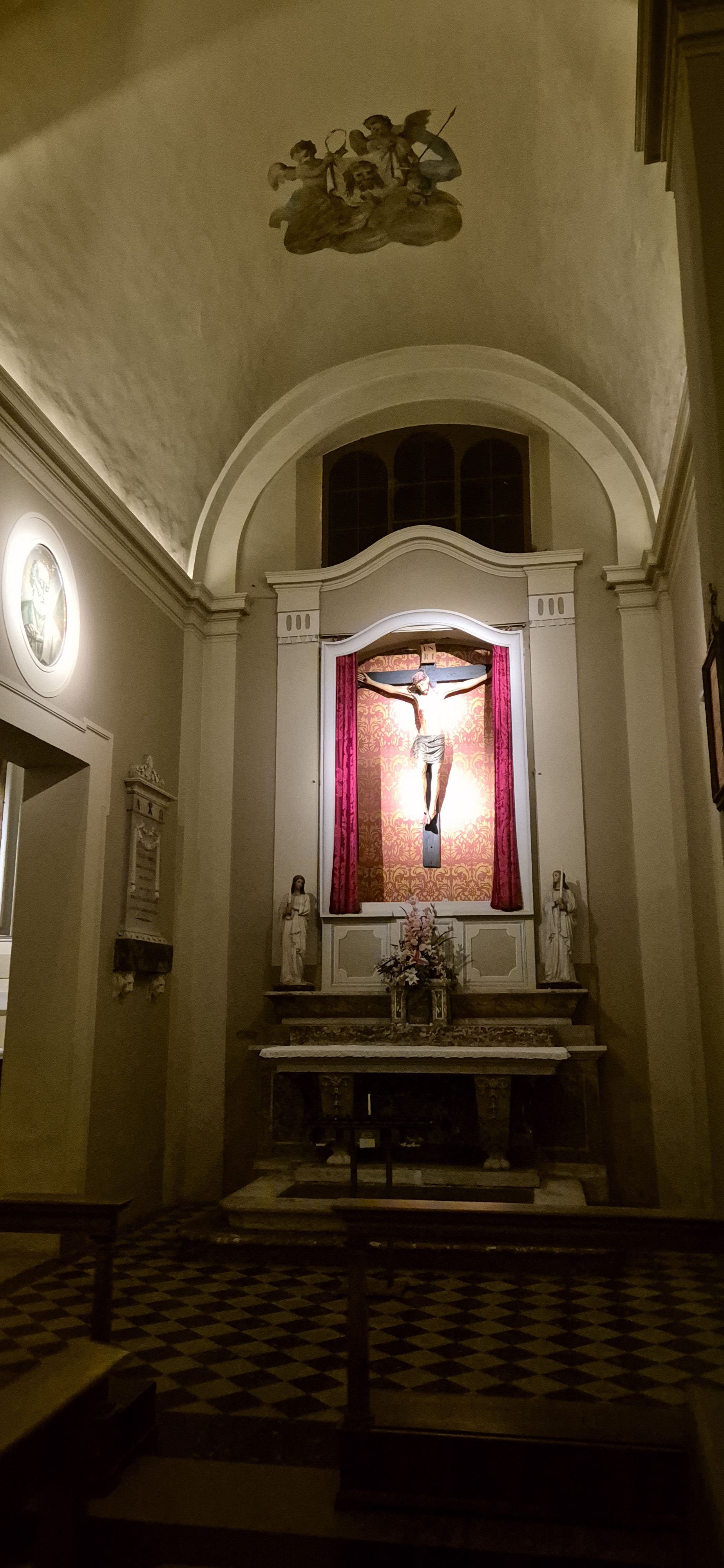
Terza cappella di destra
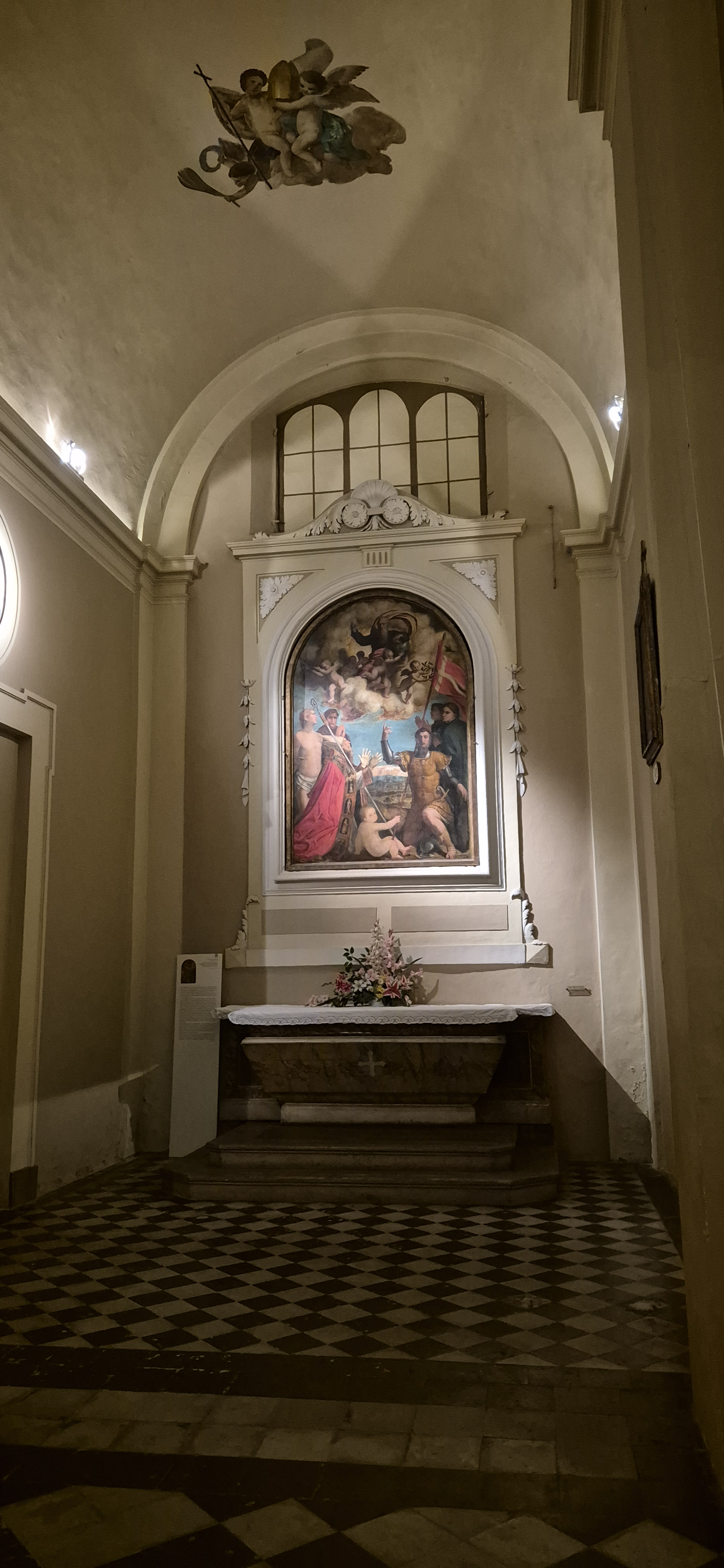
Quarta cappella di destra

#### I monumenti funebri

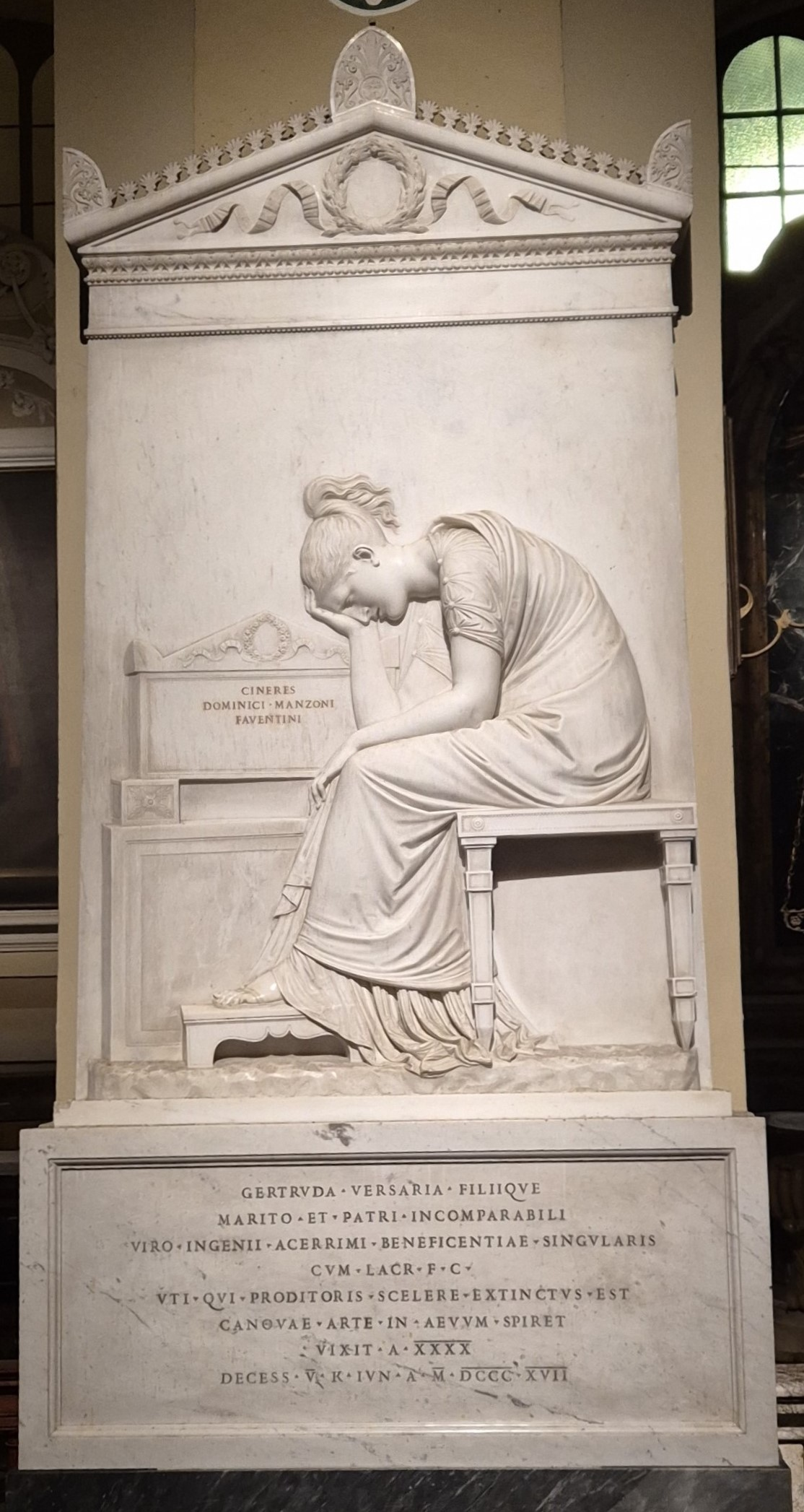
Antonio Canova, Monumento funebre a Domenico Manzoni, 1817, marmo bianco, 295x143

Una delle opere di maggior pregio presenti all'interno della chiesa è sicuramente il Monumento funebre a Domenico Manzoni, realizzato da Antonio Canova. Si trova nel pilastro fra la prima e la seconda cappella di sinistra. Si tratta di una stele in marmo bianco, di forma trapezoidale, con un altorilievo centrale con una figura femminile dolente di fronte a un'urna cineraria. Sopra di lei, nel timpano, si trova una ghirlanda con nastro, sotto si trova una scritta in latino con la dedica della moglie alla memoria del marito.
L'opera risale al 1817, anno della morte di Domenico Manzoni, ma viene collocata nella chiesa solo nel 1819. Manzoni era faentino e si era trasferito a Forlì dopo un'accusa di giacobinismo ed eresia. Qui si inimica molti in quanto affarista senza scrupoli, speculatore e legato ad ambienti carbonari e muore il 27 maggio, dopo un agguato della sera precedente in via del Teatro (poi via Goffredo Mameli). Manzoni aveva avuto a che fare con Canova, a cui aveva commissionato una figura femminile nota come Danzatrice col dito al mento (o Danzatrice Manzoni) nel 1811, per 4.400 scudi. L'opera arriva a Forlì solo nel 1818 e viene presa in carico dalla vedova, che nel 1830 però la vende a Nicola Guriev, ambasciatore russo a Roma. Anche se ci sono stati tentativi di ritrovare la statua e alcune ipotesi di identificazione, essa risulta a oggi dispersa. La stele viene commissionata dalla moglie. L'iconografia segue quella dei sepolcri realizzati da Canova dal 1783, con una figura piangente vestita e pettinata alla classica, realizzata con linee pure e delicate, esaltate dalla scelta, in linea con il Neoclassicismo, del marmo bianco. Dal punto di vista iconografico è strettamente legata con il Cenotafio d'Orange-Nassau nella Nieuwe Kerk di Delft, e alla Stele funeraria di Giovanni Volpato a Roma, nella Basilica dei Santi Apostoli.

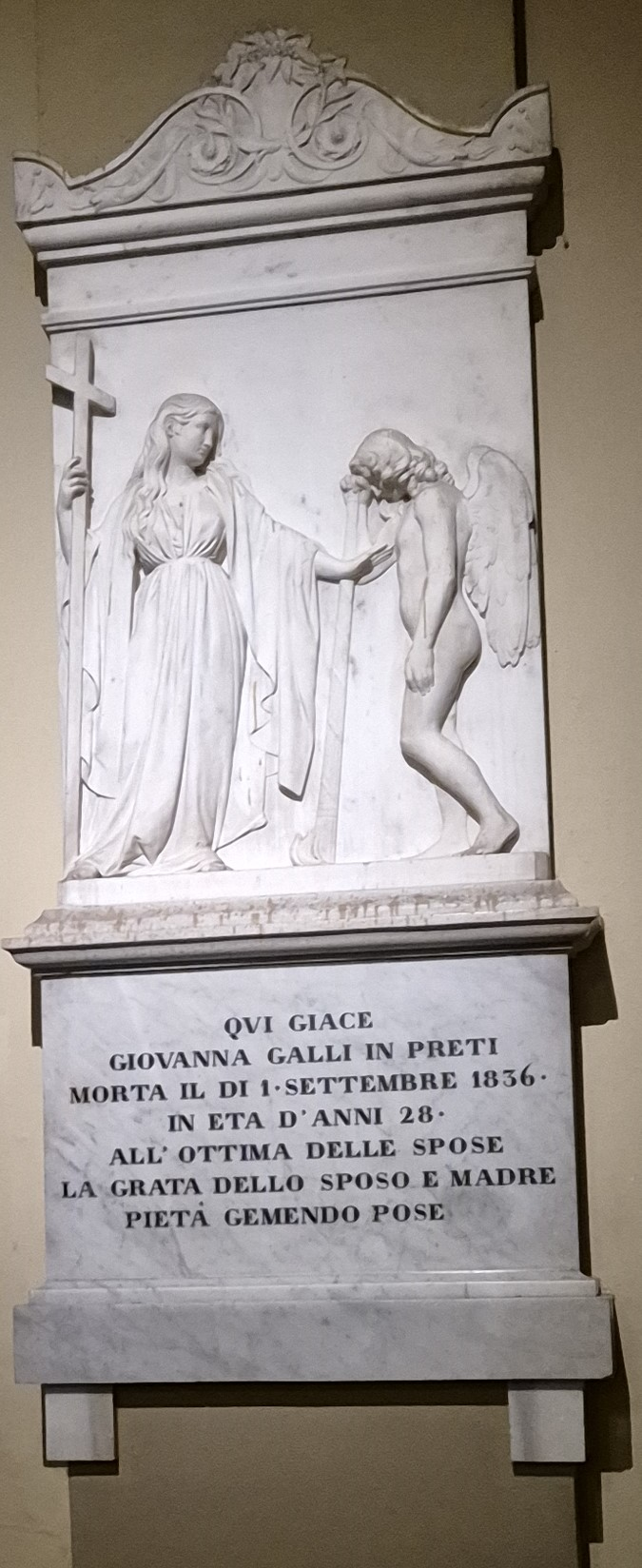
Gaetano Lombardini, Stele funeraria di Giovanna Galli, 1840, marmo bianco

Di fronte al Monumento funebre di Domenico Manzoni si trova un'opera di più modeste dimensioni, il Monumento funebre a Giovanna Galli, realizzato nel 1840 da Gaetano Lombardini, allievo di Canova. L'opera è un altorilievo impostato nella medesima maniera di quello canoviano, ma con una cimasa tondeggiante al posto del timpano e una scritta in italiano invece che in latino. Anche le figure sono diverse, si vedono infatti una donna che sorregge una croce e che consola un genio alato affranto con la fiaccola rivolta verso il basso, tipico simbolo funebre. 

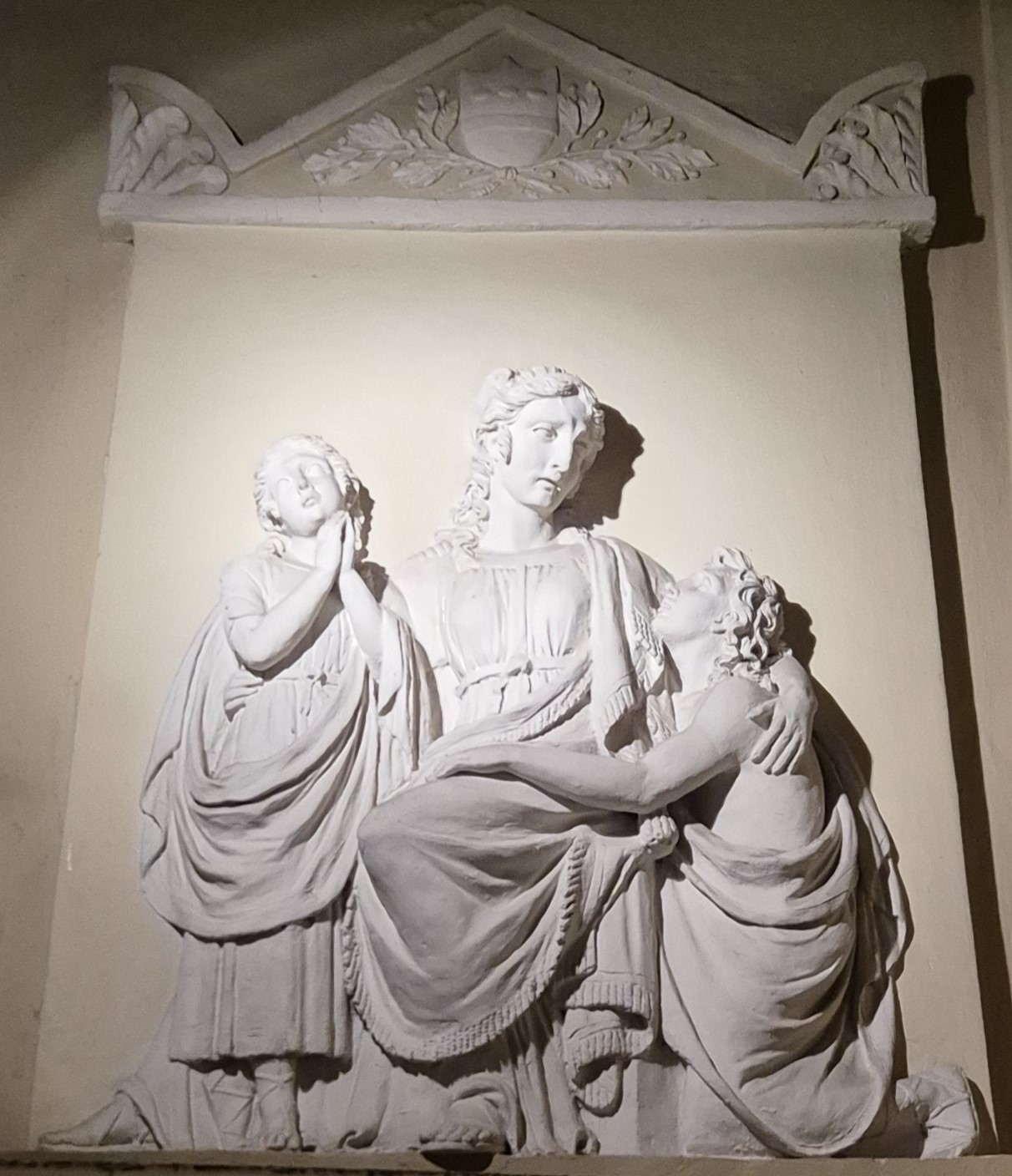
Luigi Righi, Monumento a Antonio Gualtieri, stucco, Forlì, Chiesa della Santissima Trinità

In controfacciata è presente, a destra dell'entrata, una lastra in stucco di forma trapezoidale, opera di Luigi Righi del 1833. Non sono presenti iscrizioni, ma è anch'esso un monumento funebre, quello di Antonio Gualtieri, violinista. L'opera, rispetto alle altre è di materiale più modesto, ma anch'essa di fattura neoclassica per forme e per colore monocromo bianco. La lapide è coronata con timpano ornato e poggia su un parallelepipedo con strumenti musicali a sua volta poggiante su mensole. Le figure nel riquadro principale sono una donna con due giovani in atteggiamenti dolenti.